# Vatos
«Chicos» —título original en inglés: «Vatos»—es el cuarto episodio de la primera temporada de la serie de televisión de terror The Walking Dead. Originalmente se transmitió en AMC en los Estados Unidos el 21 de noviembre de 2010. El episodio fue escrito por Robert Kirkman y dirigido por Johan Renck. En el episodio, Rick Grimes (Andrew Lincoln), Daryl Dixon (Norman Reedus), T-Dog (IronE Singleton) y Glenn (Steven Yeun), regresan a Atlanta en busca del hermano de Daryl. El grupo luego es enfrentado por una pandilla hispana, quién los amenaza asesinarlos sí no renuncian sus armas. Mientras tanto, la relación de Lori Grimes (Sarah Wayne Callies) y Shane (Jon Bernthal) comienza a derrumbarse.
Los principales eventos en "Vatos" incluyen la muerte de varios personajes recurrentes, incluyendo a Amy (Emma Bell) y Ed Peletier. (Adam Minarovich). Este episodio fue filmado en varios lugares en Atlanta, Georgia, incluido el Centro de Artes de la Granja de Cabra. "Vatos" fue elogiado por los comentaristas de televisión, que elogiaron su progresión de la historia y el desarrollo del personaje. Tras la emisión inicial, alcanzó 4.75 millones de espectadores y una calificación de 2.4 / 6 en el grupo demográfico de 18-49, de acuerdo con Nielsen ratings. El episodio se convirtió en el mejor programa de cable del día, así como el noveno programa de cable más visto de la semana.

## Trama
El episodio empieza cuando las hermanas Andrea (Laurie Holden) y Amy (Emma Bell) están pescando para el grupo en un lago de cantera cercano, discutiendo sobre su infancia y espera que Florida, donde viven sus padres, no haya sido golpeado tan duro por la epidemia de caminantes.
En Atlanta, Rick Grimes (Andrew Lincoln), Daryl (Norman Reedus), Glenn (Steven Yeun) y T-Dog (IronE Singleton) han descubierto la mano amputada de Merle Dixon (Michael Rooker), el hermano de Daryl, donde Rick lo había esposado en el techo de una tienda. Siguen un rastro de sangre para mostrar que Merle había matado a algunos caminantes y logró cauterizar su muñon de la mano seccionada y a su vez se había escapado del edificio.
En el campamento de supervivientes, Jim (Andrew Rothenberg) comienza a cavar hoyos, negándose a explicar por qué. A medida que el grupo comienza a sentir incomodidad por su actitud, Shane (Jon Bernthal) le advierte que su actitud esta asustando al grupo, Jim trata de golpearlo y comienzan a forzar hasta que Shane logra subyugarlo. Jim se derrumba, explicando cómo perdió a su familia con los caminantes, y que un sueño lo inspiró a cavar los agujeros. Jim advierte a Lori (Sarah Wayne Callies) que mantenga a su hijo Carl (Chandler Riggs) a salvo.
En Atlanta, el grupo de Rick entra en conflicto con los Vatos, un grupo de latinos que secuestran a Glenn y le piden que intercambien la bolsa de armas de Rick por su regreso. Cuando se enfrentan en la base de Vatos, descubren que es un hogar de ancianos oculto, y los Vatos tan solo están tratando de proteger a su propia familia. Rick deja algunas de sus armas y municiones para los Vatos, y Glenn es devuelto ileso. El grupo de Rick descubre que falta su vehículo, y sospechan que Merle lo tomó para vengarse de los supervivientes, y comienzan a correr de regreso al campamento. Mientras que en el campamento, Jim se encontraba amarrado a un árbol mientras Shane le hablaba y le mojaba la cabeza. El grupo llegó a la conclusión de que el hombre había sufrido una insolación y entonces Jim manifestó que solo había soñado que debía cavar los agujeros pero no recordaba porqué. Shane le prometió liberarlo una vez que se sintiera mejor y entonces Jim se disculpó con Lori por lo que había sucedido. Ella le dijo que no importaba y entonces en un críptico mensaje Jim le advirtió que mantuviera a su hijo con ella todo el tiempo.
En el campamento, Carol (Melissa McBride) le decía a su hija que se preparara para cenar, pero un malherido Ed Peletier (Adam Minarovich) le pedía morbosamente que se quedase a hacerle compañía. Carol sacó a Sophia (Madison Lintz) de allí y entonces Ed solo se dio la vuelta enfadado por no haber conseguido lo que quería, los otros sobrevivientes están cenando cuando una horda de caminantes aparece de repente, atacando y asesinando a varios de los miembros, incluidos Amy y Ed Peletier (Adam Minarovich). Rick y los demás llegan a tiempo para calmar a los caminantes. Amy muere en los brazos de Andrea, y mientras los demás se quedan de pie en estado de shock, Jim recuerda por qué había cavado esos agujeros. El grupo disfrutaba de una tranquila cena alrededor de una fogata mientras escuchaban la historia de Dale respecto a su reloj y la importancia de controlar el tiempo y entonces Amy se levanta para ir al baño. Andrea le pide que no se aleje mucho y entonces ella le recuerda que solo iría a orinar y todos ríen. En la tienda de Ed, el hombre escucha un sonido en las afueras de su carpa y entonces abre la tienda para ver de que se trataba y se encuentra cara a cara con un caminante que lo ataca rápidamente y se lo devora en el acto, tras no encontrar papel en el sanitario, Amy vuelve a salir para preguntar donde estaba el papel y entonces es inmediatamente mordida en el brazo y en el cuello por un caminante que había llegado hasta ella. Rick y los demás llegan a tiempo y eliminan a los caminantes. Amy muere en los brazos de Andrea y mientras los demás se quedan de pie en estado de shock, Jim recuerda por qué había cavado esos agujeros.

## Producción

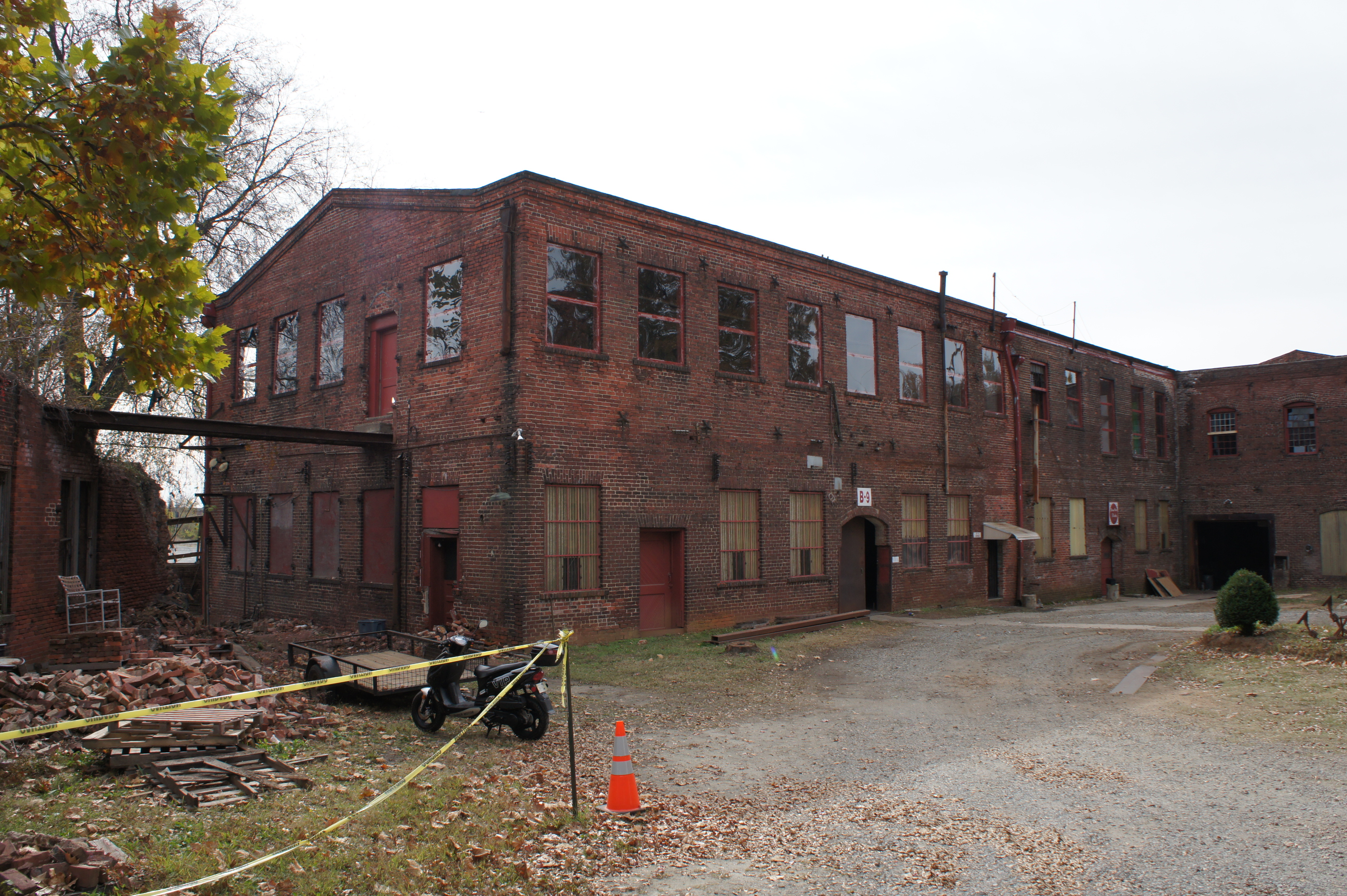
La filmación para el episodio fue en varias ubicaciones a lo largo de Atlanta, incluyendo el Centro Goat Farm Arts.

"Vatos" estuvo dirigido por Johan Renck y escrito por Robert Kirkman. El rodaje para el episodio fue en Atlanta. Este episodio sería el primero de la serie en ser escrito por Kirkman. "Estaba muy feliz que la primera muerte en el show fuera un episodio que yo tuviera que escribir", dijo. "Eso estuvo genial". El guion del episodio fue modificado por Kirkman y el creador de la serie Frank Darabont antes de salir al aire. Neil Brown, Jr. colaboró al comienzo con productores en dirigir el episodio, pero finalmente se retiró del proyecto.
"Vatos" ofrece una secuencia casi al final del episodio, en que una horda de caminantes invade y ataca a los campamentos. La escena fue escrita por Robert Kirkman, quien se apoya en una secuencia similar que en los cómics. Kirkman dijo que estaba muy emocionado de desarrollar la secuencia, y agregó que era una tarea familiar para él.
"...Fue muy emocionante. Tuve que escribir el ataque al final del episodio - que fue algo muy parecido a lo que sucedió en el cómic - así que sabía que revisaría algo que ya había escrito. Pero mientras estábamos en la sala de escritores, cuando las cosas comenzaron a cambiar a todas estas cosas nuevas que no estaban en el cómic, pensé que era estupendo porque no era yo escribiendo lo mismo o volviendo a escribir algo que ya había hecho y tratando de hacerlo interesante para mí. Realmente era una historia completamente nueva: agregando a pandillas y escribir a Daryl [...] qué, es uno de los personajes favoritos del show, a pesar del hecho que no está en el cómic. Fue una maravilla..."
Este episodio fue el último en que Emma Bell aparecería en The Walking Dead, ya que su personaje fue gravemente herido y asesinado por una horda de caminantes. Greg Nicotero, el diseñador de producción del programa, le dio el papel del caminante quién mordió a Amy. Bell dijo que Nicotero le colocó una prótesis de su color de piel en su cuello, la cual consistía de una capa de líquido viscoso de color rojo y un tipo de manguera. Una vez que se mordía en él, la prótesis explotaba y se parecía a una herida grave. Kirkman expresó que le fue difícil para él sacar a Bell de la serie, pero estaba agradecido que ella entendió que estaría en un cierto número de episodios.
=...Es algo que es muy difícil para mí. Porque son las líneas en el papel cuando lo hago en la serie de cómics. Es, 'Oh, está bien, Charlie Adlard [...] no tiene que dibujar esas líneas, esa persona ha muerto.' Pero es muy incómodo para mí estar en el set, porque veo a estos actores que están allí y, en el material de origen, he asesinado a todos menos a dos. Camino a lo largo del set y pienso, 'Sí, asesiné a ese, asesiné a ese, asesiné a ese.' Y es despedir a aquellas personas. Realmente me siento mal por Emma Bell, sólo porque era genial y me hubiera gustado tenerla en el show. Pero, eso es The Walking Dead, los personajes tienen que morir. Afortunadamente, Emma fue traída al show entendiendo que sólo estaría en un cierto número de episodios y ella sabía que iba a morir desde el comienzo. Pero realmente no lo hace más fácil. Cuando estaban grabando las escenas, tuve que volar a Comic-Con así no estaba allí cuando ella muriera. Pero fue muy emocional en el set y sé que ella estaba muy mal por tener que dejar el show y los actores. De alguna manera se convierten en una familia cuando haces un show de televisión y es un poco molesto deshacerse de alguien..."

## Recepción

### Audiencia
"Vatos" salió al aire el 21 de noviembre de 2010, en los Estados Unidos en AMC. El episodio alcanzó a los 4.75 millones de espectadores, y obtuvo una puntuación de 2.7/4. Además, recibió una clasificación de 2.4/6 en la demográfica de 18-49. Se convirtió en el programa de cable más alto de la noche.

### Crítica
"Vatos" alcanzó una alta aclamación de los críticos de la televisión. James Poniewozik de Time afirmó que el episodio hizo que los espectadores experimenten la vida cotidiana de los personajes de la serie, y Alan Sepinwall de HitFix sintió que "Vatos" fue el episodio más fuerte desde el piloto de la serie. Josh Jackson, le dio una puntuación de 7.9 de 10 estrellas. Gina McIntyre de Los Ángeles Times sintió que Kirkman "parecía como en su casa adaptando a sus personajes a la pantalla."
Jon Griffiths, escritor de US Weekly, sintió que el episodio fue tan inquietante en hacer que "los espectadores dejaran las luces encendidas después". John Serba de The Grand Rapids Press afirmó que "Vatos" fue el episodio más emocionalmente conmovedor de The Walking Dead. Eric Goldman, evaluó que el episodio fue "fuerte", dándole nueve de diez, significando una puntuación "increíble". Leonard Pierce de The A.V. Club, le dio una B, mostrándose menos entusiasta que el consenso general.
Los críticos elogiaron las interacciones entre Amy y Andrea. Serba afirmó que Kirkman estableció la muerte de Amy al comienzo del episodio. La actuación de Laurie Holden fue elogiada por Serba, quién dijo que ella "con fuerza transmite su dolor y desesperación." Pierce dijo que la secuencia de apertura fue agradable.
Los críticos se dividieron con el regreso de Rick Grimes a Atlanta, como también su posición con Guillermo y su pandilla. Scott Meslow dijo sobre Rick Grimes, "Hasta ahora, cada decisión que Rick ha hecho, es entre su código y libre de consecuencias."